# Breast Cancer Research and Treatment
Breast Cancer Research and Treatment es una revista científica centrada en el tratamiento y las investigaciones del cáncer de mama. Está dirigido a una amplia audiencia de investigadores clínicos , epidemiólogos , inmunólogos o biólogos celulares interesados en el cáncer de mama.
Los tipos de artículos de esta revista incluyen investigaciones originales, reseñas invitadas, debates sobre temas controvertidos, reseñas de libros, informes de reuniones, cartas a los editores y editoriales. Los manuscritos son revisados por pares por un panel internacional y multidisciplinario de editores asesores. Según Journal Citation Reports, la revista tiene un factor de impacto 2020 de 4.872.

## Métricas de revista
2022
- Web of Science Group : 4.872
- Índice h de Google Scholar: 160
- Scopus: 9.751